# Mercedes F1 W03
Der Mercedes F1 W03 war der Formel-1-Rennwagen des Mercedes-Werksteams für die Formel-1-Weltmeisterschaft 2012. Er ist der vierte Mercedes-Formel-1-Wagen insgesamt und der dritte seit dem Wiedereinstieg. Der Rennwagen wurde am 21. Februar 2012 auf dem Circuit de Barcelona-Catalunya der Öffentlichkeit vorgestellt, nachdem die ersten Testtage der Saison noch mit dem Vorgänger W02 bestritten worden waren. Die Bezeichnung F1 W03 steht für Mercedes F1 und das bei Mercedes-Benz traditionell nummerierte W für Wagen.
Für die Entwicklung des Fahrzeugs zeichnete als Technischer Direktor erstmals Bob Bell gesamtverantwortlich. Angetrieben wurde das Auto wie seine Vorgänger von einem 2,4-Liter-V8-Motor des Herstellers Mercedes-Benz HPE aus dem britischen Brixworth.
Der W03 war der erste Werks-Mercedes seit dem W196 aus den Saisons 1954/1955, der in der höchsten Motorsportklasse einen Grand-Prix-Sieg sowie eine Pole-Position erreichte. Eingefahren wurden diese durch Nico Rosberg beim Großen Preis von China.

## Technik und Entwicklung
Vor der Saison nahm der Rennstall an insgesamt zwölf Vorsaison-Testtagen in Jerez und Barcelona teil. Der Mercedes F1 W03 war das Nachfolgemodell des Mercedes MGP W02. 
Der Rennwagen wurde unter der Leitung des Technischen Direktors Bob Bell gebaut. Loïc Bigois war der Chefdesigner, Aldo Costa verantwortete die mechanischen Komponenten und Geoff Willis die Aerodynamik sowie Fahrdynamik. Bereits im Mai 2011 wurde mit der Entwicklung durch ein eigens verstärktes Technikteam begonnen. Das Fahrzeug bestand aus 4500 Komponenten – 200 mehr als der W02 – und wies nach Werksangaben dennoch ein niedrigeres Kerngewicht auf.
Wie alle Formel-1-Fahrzeuge des Jahrgangs 2012 ist der F1 W03 ein hinterradangetriebener Monoposto mit einem Monocoque aus kohlenstofffaserverstärktem Kunststoff (CFK). Neben dem Monocoque bestehen viele weitere Teile des Fahrzeugs, darunter die Verkleidung und Flügel aus CFK. Auch die Bremsscheiben sind aus einem hitzebeständigen kohlenstofffaserverstärktem Verbundmaterial. Die Einsatzreifen während der Saison 2012 stammten von Einheitslieferant Pirelli.

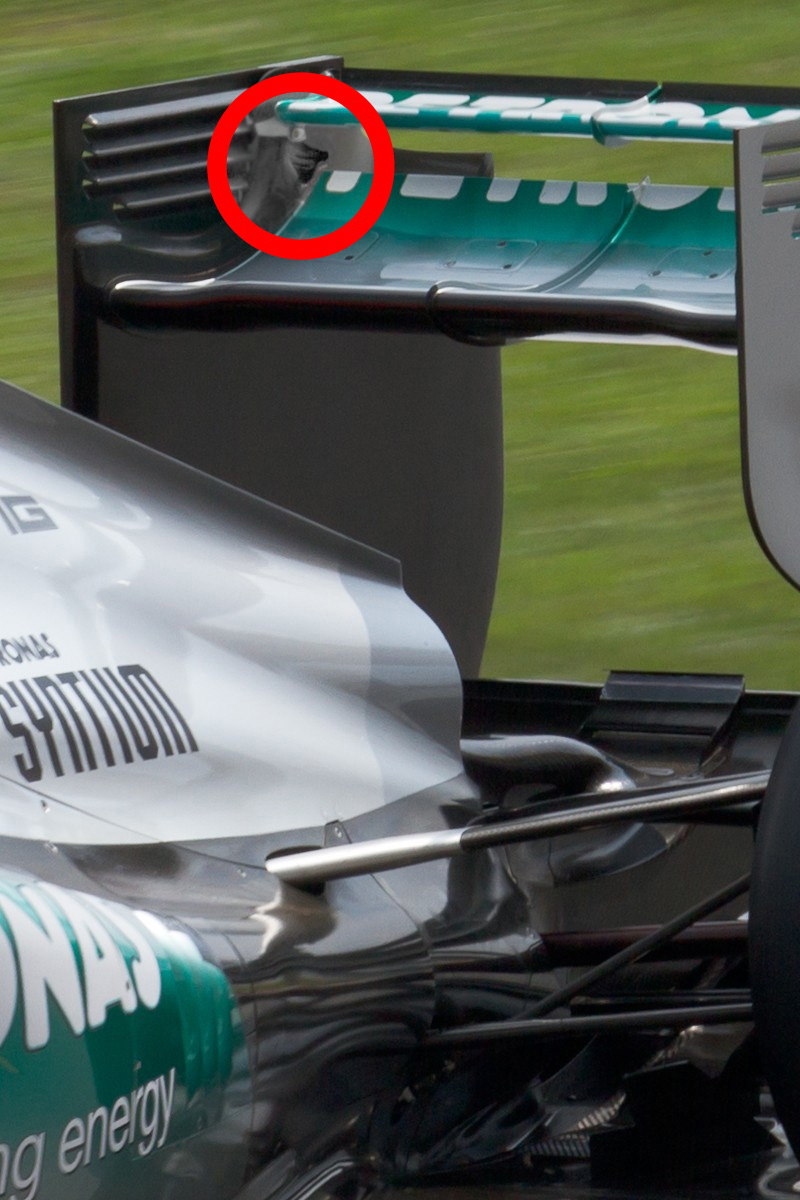
Die Öffnung am Heckflügel des kontrovers diskutierten Doppel-DRS

Im Vergleich zum Vorgängermodell besaß das Auto „Höcker“ an der Nase im Bereich der Vorderradaufhängung, der Radstand wurde vergrößert, die schlanken Seitenkästen wurden nach innen gezogen und der obere Radträger der Hinterradaufhängung ragten weit nach vorne. Reglementsbedingt wurden auch die Auspuffendrohre modifiziert. Sie schlossen fast bündig mit der Motorabdeckung ab. Im Bereich der Hinterachse wurden Hitzeabweiser an den Radträgern angebracht um die heißen Abgase von den Rädern mit den sensiblen Pirelli-Pneus fernzuhalten.
Das Getriebe war eine Eigenkonstruktion, der Motor, ein 2,4-Liter-V8-Motor, und das KERS stammten von Mercedes AMG HPP. Die Reifen wurden wie bei allen anderen Teams auch von Pirelli bereitgestellt.
Der W03 wurde nach den enttäuschend verlaufenen Vorjahren insgesamt radikaler konstruiert als die beiden Vorgänger und besaß eine Reihe technischer Innovationen. So verfügte der Wagen über einen sogenannten passiven F-Schacht für die Fahrzeugfront, bzw. Doppel-DRS (DDRS), bei dem durch das Betätigen des DRS-Knopfes am Lenkrad ein Kanal am Heckflügel geöffnet wurde, der Luft nach vorne und unter den Frontflügel leitete. Hierdurch wurde ein Strömungsabriss erzeugt, der den Luftwiderstand des Fahrzeugs reduzierte und somit eine höhere Geschwindigkeit ermöglichte. Außerdem verbesserte sich so die Balance des Autos, was Vorteile in schnellen Kurven brachte, da hier im Training ebenfalls mit aktiviertem DRS gefahren werden konnte.
Vor dem Saisonauftakt, dem Großen Preis von Australien, wurde das System bei der technischen Abnahme von den Rennkommissaren als legal erklärt. Die Teams von Red Bull und Lotus kündigten Protest gegen diese Bewertung an, da sie das System für nicht reglement-konform hielten. Sowohl Lotus als auch Red Bull verzichteten nach dem Rennen auf einen Protest gegen das Rennergebnis, bei dem kein Mercedes Punkte erreichte. Stattdessen legte Lotus erst vor dem Großen Preis von China formellen Protest gegen die Entscheidung der Rennkommissare ein, die das System auch für dieses Rennen als legal einstuften. Nach einer Anhörung, bei der die Rennkommissare und Jo Bauer, technischer Delegierter der FIA bei den Rennen, die Entscheidung begründeten, verzichtete Lotus darauf, das Internationale Berufungsgericht der FIA, die letzte Instanz in Fragen der Regelauslegung, einzuschalten.

## Lackierung und Sponsoring
Der Mercedes F1 W03 war überwiegend silbern lackiert. Die Seitenkästen sowie Teile des Front- und Heckflügels waren wegen des Hauptsponsors Petronas cyanfarben lackiert. 
Neben den Anteilseignern Daimler AG (mit der Marke Mercedes-Benz) und Aabar Investments waren Allianz, Deutsche Post, Isofotón, MIG Bank, Monster Energy, Pirelli, Puma, Standox und Thomas Sabo Sponsoren des Teams.

## Fahrer
Der Rennstall trat wie in den beiden Vorjahren mit der Fahrerpaarung Michael Schumacher und Nico Rosberg zu allen GP-Wochenenden an.
Am 28. September 2012 gab das Team jedoch bekannt, dass der zum Saisonende auslaufende Vertrag mit Schumacher nicht verlängert werde und stattdessen Lewis Hamilton ab 2013 als Fahrer verpflichtet wurde. Schumacher fuhr somit drei Saisons für das Werksteam.

## Saisonverlauf

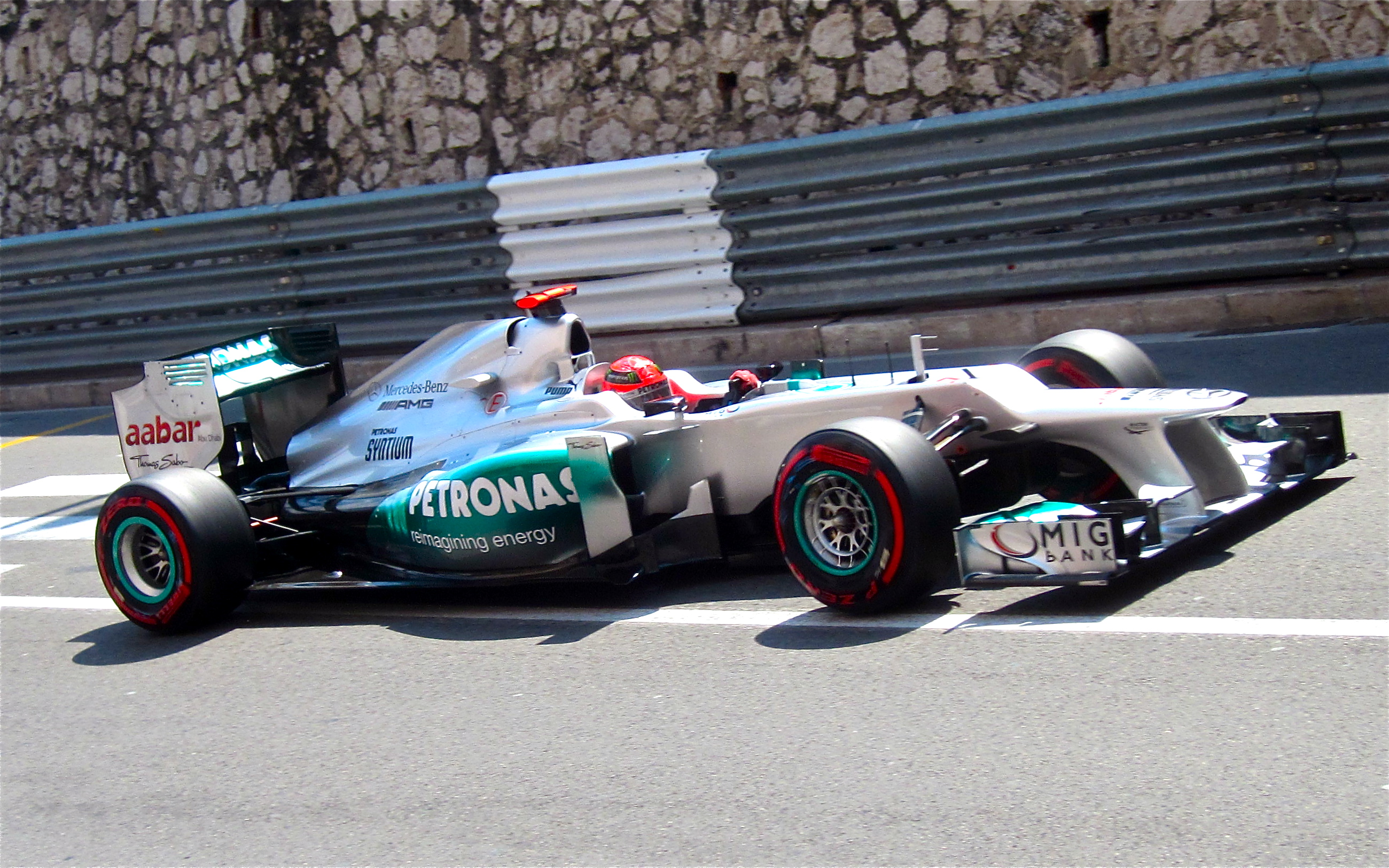
Schumacher mit dem F1 W03 im Qualifying zum Monaco-GP (2012)

Mercedes startete mit dem W03 schwach in die Saison, da aus den ersten zwei Rennen nur ein Punkt eingefahren werden konnte – Schumachers zehnter Platz beim verregneten Malaysia-GP. In der Qualifikation zeichnete sich bereits ab, dass der W03 ein Fortschritt gegenüber dem Vorjahr darstellte, Kollisionen und technische Zwischenfälle verhinderten jedoch bessere Ergebnisse.
Bei dem dritten Saisonlauf, dem Großen Preis von China, gelang am 15. April 2012 mit dem ersten Sieg des 2009 übernommenen Teams jedoch der Durchbruch. Nico Rosberg gewann das Rennen, nachdem er am Tag zuvor bereits die Pole-Position eingefahren hatte. Es war der erste GP-Sieg eines Mercedes-Benz-Werksteams in der Formel 1 seit dem Großen Preis von Italien 1955 vor 57 Jahren.
Die Saison verlief für Rosberg auch nach dem Sieg noch erfolgreich, lag nach einem zweiten Rang in Monaco auf WM-Zwischenrang fünf. Schumacher musste dagegen zu Saisonbeginn eine Reihe technischer Ausfälle hinnehmen. In den ersten sieben Rennen sah er nur zweimal die Zielflagge.
Im Verlauf der Europa-Saison konnte das Team die anfänglich guten Ergebnisse nicht mehr bestätigen und fiel weiter hinter die Spitzenteams zurück. Beim Singapur-GP erreichte Rosberg mit dem fünften Platz das beste Ergebnis seit dem Monaco-GP. Podiumsplätze blieben jedoch bis Saisonende außer Reichweite.
Mercedes schloss die Saison als Gesamtfünfter ab. Aufgrund der durchwachsenen Ergebnisse in der zweiten Saisonhälfte und insgesamt zehn Ausfällen geriet die Saison trotz des ersten GP-Siegs zur nach Punkten bis dahin schwächsten des Teams seit dem Comeback.

## Ergebnisse
| Fahrer               | Nr.                  | 1   | 2  | 3   | 4  | 5   | 6   | 7   | 8 | 9  | 10 | 11  | 12 | 13 | 14  | 15  | 16  | 17  | 18  | 19 | 20 | Punkte | Rang |
| -------------------- | -------------------- | --- | -- | --- | -- | --- | --- | --- | - | -- | -- | --- | -- | -- | --- | --- | --- | --- | --- | -- | -- | ------ | ---- |
| Formel-1-Saison 2012 | Formel-1-Saison 2012 |     |    |     |    |     |     |     |   |    |    |     |    |    |     |     |     |     |     |    |    | 142    | 5.   |
| M. Schumacher        | 7                    | DNF | 10 | DNF | 10 | DNF | DNF | DNF | 3 | 7  | 7  | DNF | 7  | 6  | DNF | 11  | 13  | 22* | 11  | 16 | 7  | 142    | 5.   |
| N. Rosberg           | 8                    | 12  | 13 | 1   | 5  | 7   | 2   | 6   | 6 | 15 | 10 | 10  | 11 | 7  | 5   | DNF | DNF | 11  | DNF | 13 | 15 | 142    | 5.   |

| Legende  | Legende            | Legende                                                          |
| Farbe    | Abkürzung          | Bedeutung                                                        |
| -------- | ------------------ | ---------------------------------------------------------------- |
| Gold     | –                  | Sieg                                                             |
| Silber   | –                  | 2. Platz                                                         |
| Bronze   | –                  | 3. Platz                                                         |
| Grün     | –                  | Platzierung in den Punkten                                       |
| Blau     | –                  | Klassifiziert außerhalb der Punkteränge                          |
| Violett  | DNF                | Rennen nicht beendet (did not finish)                            |
| Violett  | NC                 | nicht klassifiziert (not classified)                             |
| Rot      | DNQ                | nicht qualifiziert (did not qualify)                             |
| Rot      | DNPQ               | in Vorqualifikation gescheitert (did not pre-qualify)            |
| Schwarz  | DSQ                | disqualifiziert (disqualified)                                   |
| Weiß     | DNS                | nicht am Start (did not start)                                   |
| Weiß     | WD                 | zurückgezogen (withdrawn)                                        |
| Hellblau | PO                 | nur am Training teilgenommen (practiced only)                    |
| Hellblau | TD                 | Freitags-Testfahrer (test driver)                                |
| ohne     | DNP                | nicht am Training teilgenommen (did not practice)                |
| ohne     | INJ                | verletzt oder krank (injured)                                    |
| ohne     | EX                 | ausgeschlossen (excluded)                                        |
| ohne     | DNA                | nicht erschienen (did not arrive)                                |
| ohne     | C                  | Rennen abgesagt (cancelled)                                      |
| ohne     | keine WM-Teilnahme |                                                                  |
| sonstige | P/fett             | Pole-Position                                                    |
| sonstige | 1/2/3/4/5/6/7/8    | Punktplatzierung im Sprint-/Qualifikationsrennen                 |
| sonstige | SR/kursiv          | Schnellste Rennrunde                                             |
| sonstige | *                  | nicht im Ziel, aufgrund der zurückgelegten Distanz aber gewertet |
| sonstige | ()                 | Streichresultate                                                 |
| sonstige | unterstrichen      | Führender in der Gesamtwertung                                   |

## Galerie

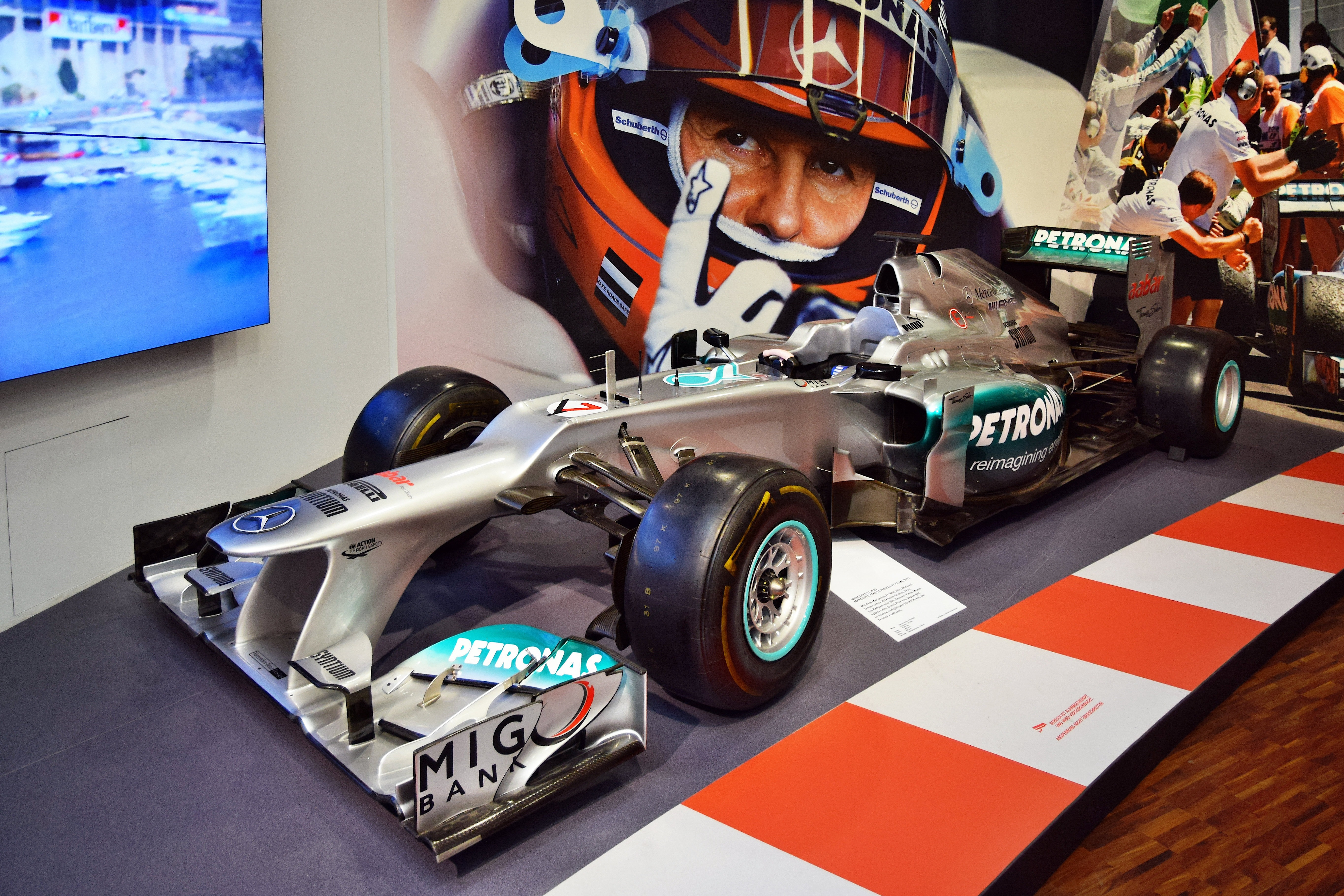
Mercedes F1 W03 (Michael-Schumacher-Ausstellung der DVAG in Marburg)
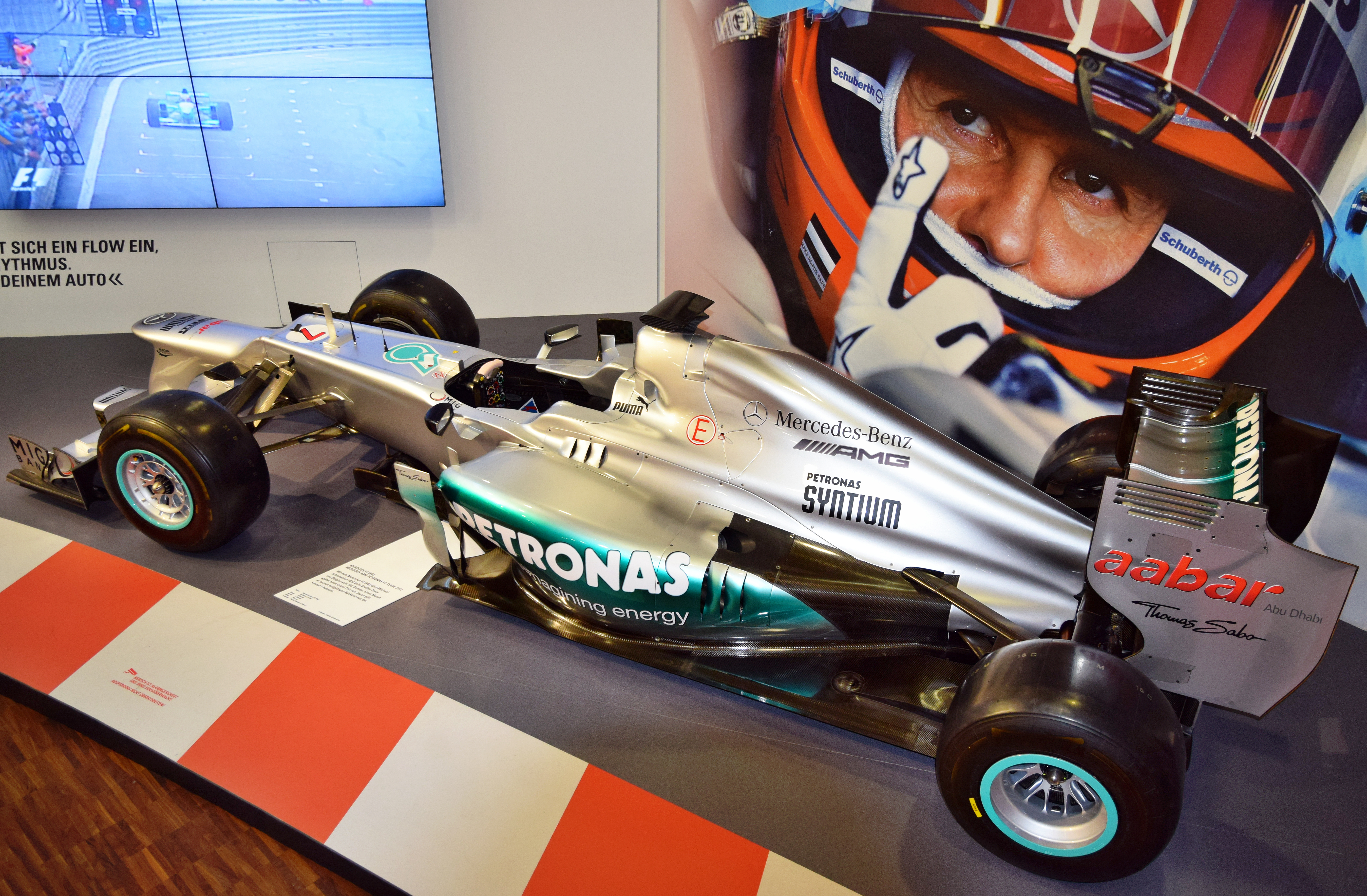
Mercedes F1 W03 (Michael-Schumacher-Ausstellung in Marburg)
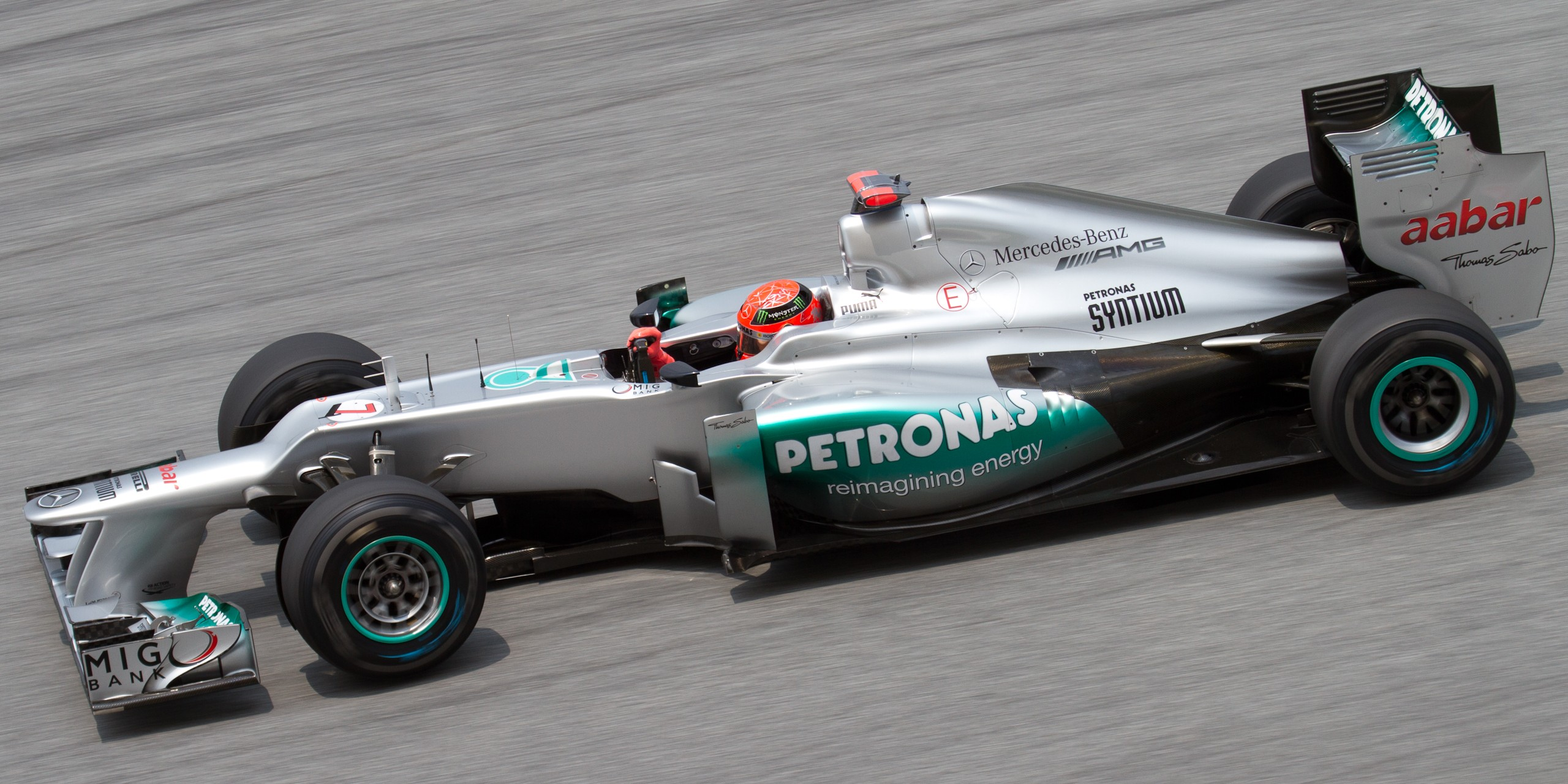
Michael Schumacher beim Großen Preis von Malaysia 2012
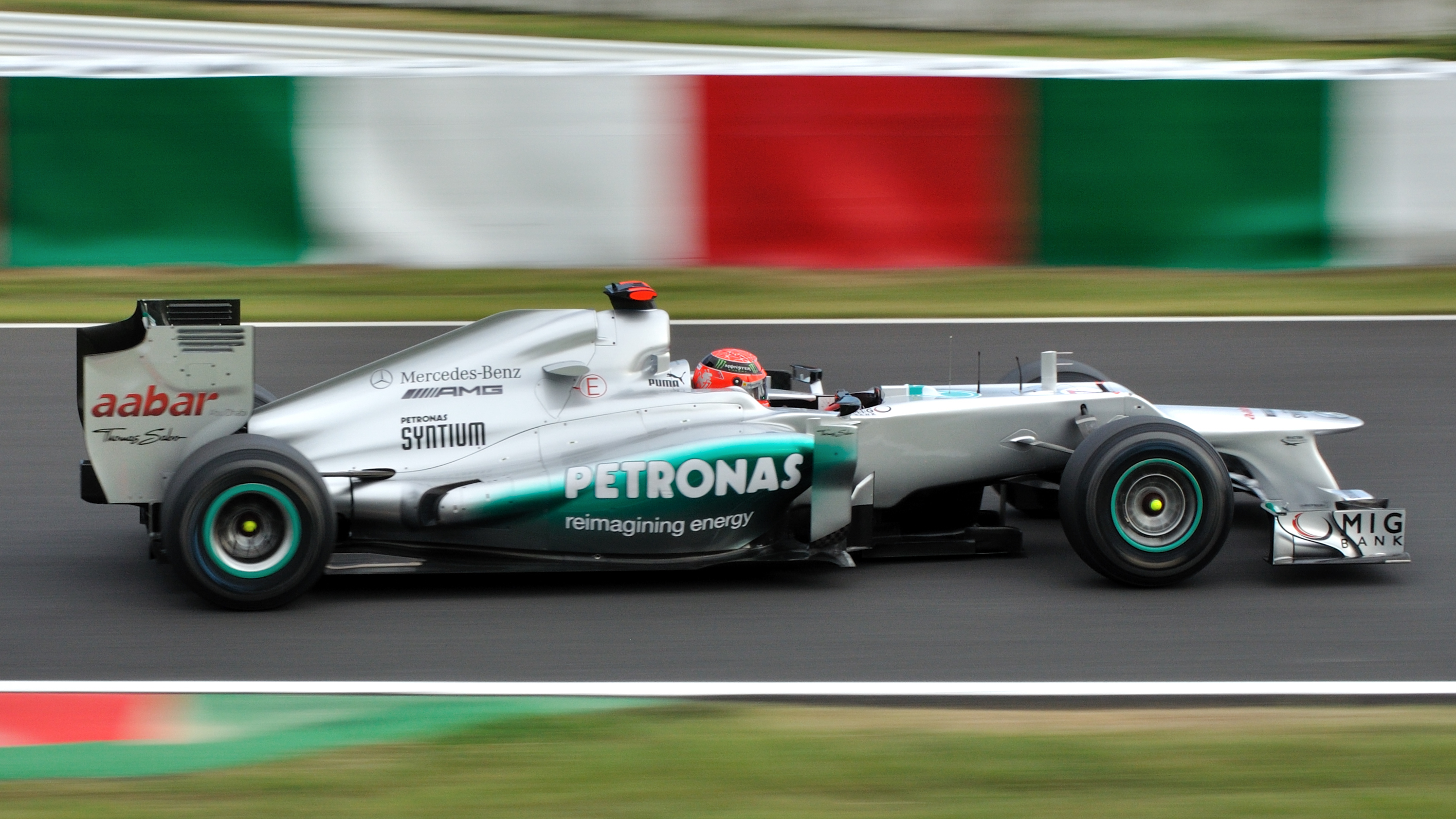
Michael Schumacher beim Qualifying in Japan 2012
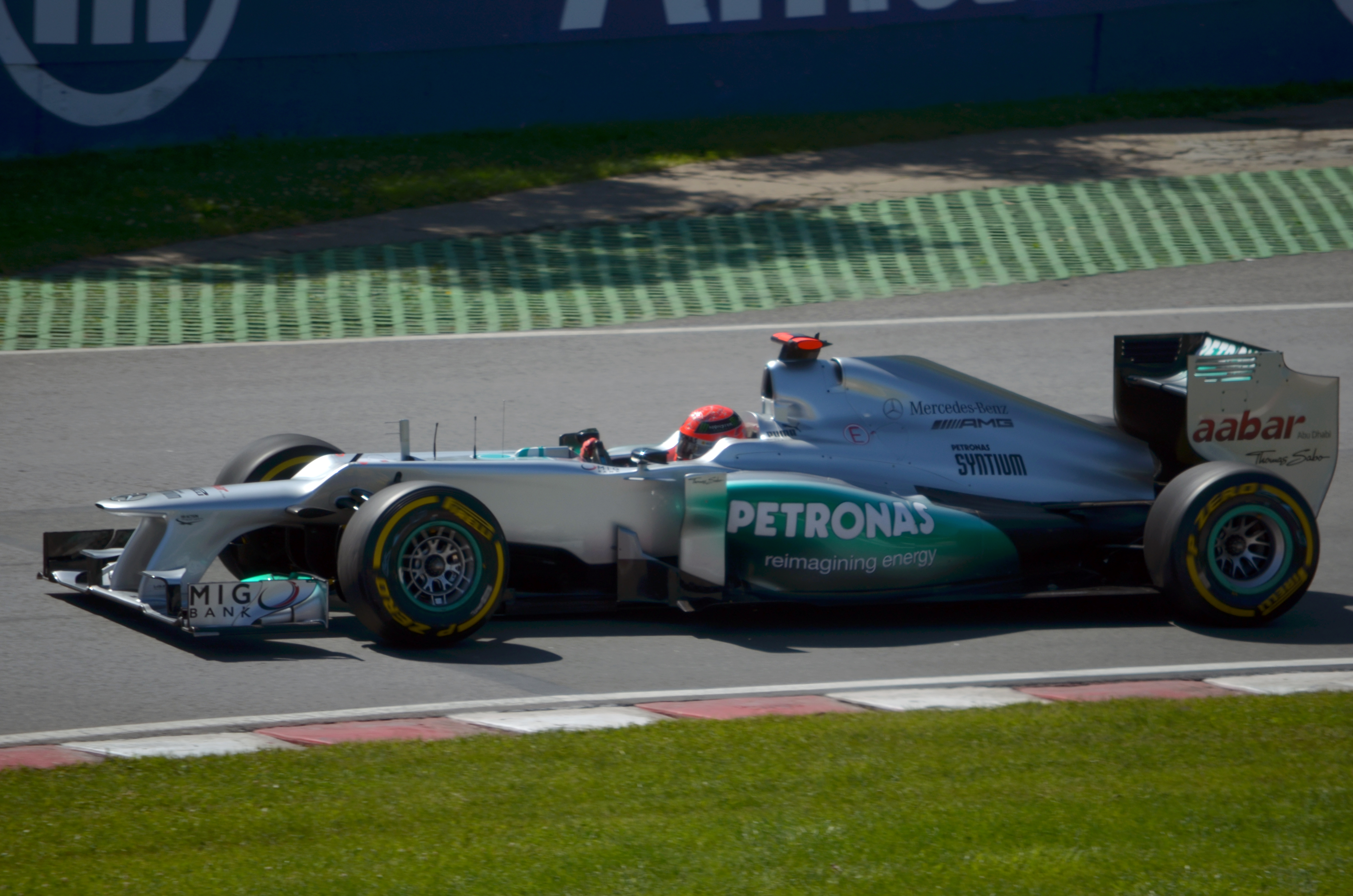
Michael Schumacher beim Großen Preis von Kanada 2012
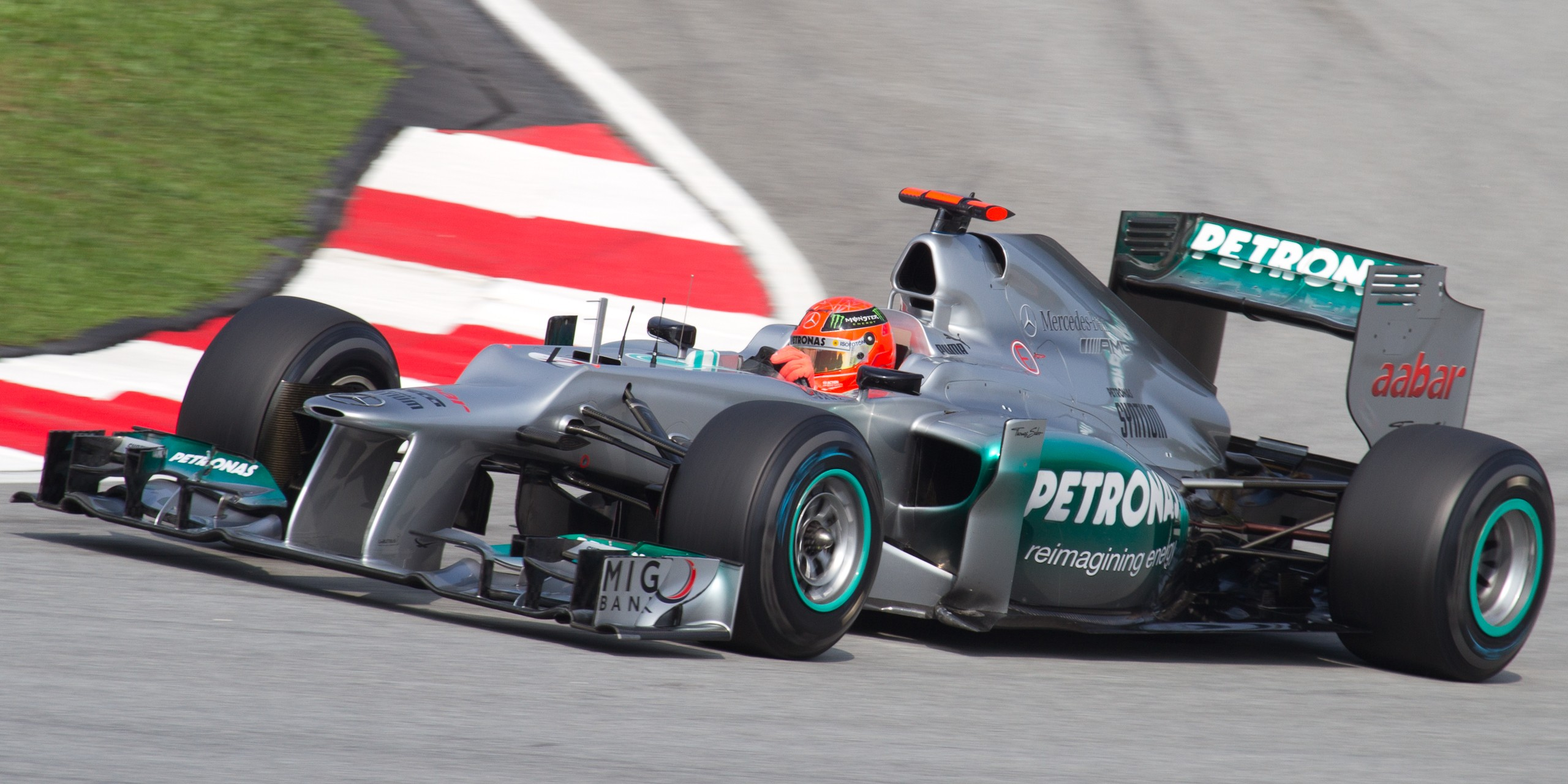
Michael Schumacher beim Qualifying in Malaysia 2012
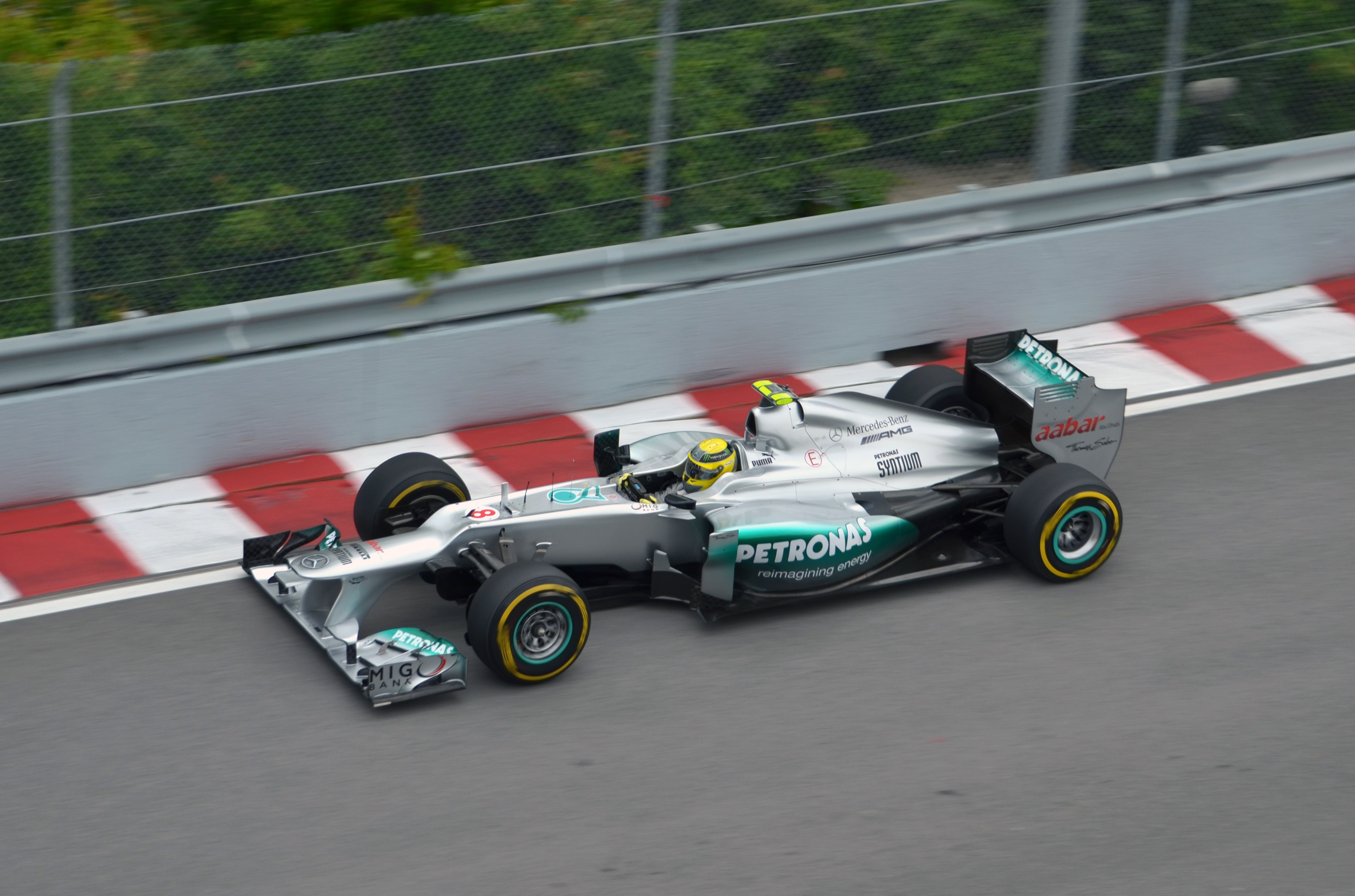
Nico Rosberg beim Großen Preis von Kanada 2012